# Horror lovecraftowski
Horror lovecraftowski – podgatunek horroru kładący nacisk bardziej na kwestie psychologiczne oraz suspens niż na grozę i szok typowe dla klasycznego horroru. Nazwa pochodzi od nazwiska amerykańskiego autora Howarda Lovecrafta. Niektóre utwory z tego gatunku dzieją się w uniwersum Mitologii Cthulhu; inne są tylko nim inspirowane.

## Geneza
Lovecraft wyklarował ten specyficzny styl opowiadania historii w mitach Cthulhu, zawierając w nich elementy nadprzyrodzone, przed-ludzkie oraz pozaziemskie. Jego twórczość była inspirowana przez takich pisarzy jak Edgar Allan Poe czy Algernon Blackwood. Jej myślą przewodnią było przekonanie, że zwykłe życie jest zaledwie cieniutką powłoką, pod którą znajduje się rzeczywistość tak obca i abstrakcyjna, iż jej zgłębianie może przynieść utratę poczytalności.
Główną osią całej filozofii kryjącej się za warstwami fabularnymi tekstów Lovecrafta jest zdecentralizowanie dziejów człowieka i ukazanie ich znikomości i umowności wobec wszelkich innych faktów, zarówno w świecie scjentystycznym, jak i duchowym. Punktem wyjścia jest dojrzewające wraz ze stopniowym upadkiem wiary w projekt oświeceniowy, dostrzeżenie ułomności ludzkiego aparatu poznawczego. Według tej koncepcji ludzki rozum jest niedoskonały i ograniczony, człowiek nie jest w stanie wyjść poza abstrakcyjny system pojęciowy stworzony przez własny rozum w oparciu o upośledzone względem rzeczywistości zmysły. Matematyka i nauki ścisłe rozszerzają co prawda poznanie, nie są jednak zdolne do przekazania całkowitej prawdy o świecie. Groza pojawia się w momencie, gdy zmysły natrafiają jednak na bodźce, których umysł nie jest w stanie zinterpretować. Wśród nielicznych rzeczy dostępnych wówczas ludzkiemu pojęciu jest to, że człowiek stanowi część rzeczywistości, której nie postrzega w pełni i nie jest w stanie jej zrozumieć, a która mimo to na niego wpływa, jako że on istnieje w niej realnie. W tej rzeczywistości funkcjonują także inne byty – niektóre inteligentniejsze od człowieka, operujące w zupełnie innych kategoriach pojęciowych, zawsze potężniejsze. Uświadomienie tego położenia prowadzi do destrukcji wszelkiej aksjologii leżącej u podstaw zorganizowania cywilizacji, społeczeństwa i życia. Człowiek zdaje sobie sprawę, że jest trzciną, która ugina się pod wiatrem spraw dla niego niepojętych i która w każdej chwili może zostać unicestwiona. Logicznym skutkiem takich spostrzeżeń staje się zdegradowanie zarówno dziejów gatunku, jak i statusu metafizycznego samego człowieka.
Geneza tych założeń jest wysoce skomplikowana. Można zaryzykować tezę, iż Lovecraft w sposób bardzo plastyczny wyraził uczucia towarzyszące stopniowemu upadkowi projektu oświeceniowego. Jego głęboki antymodernizm wyrażony między innymi w zwątpieniu w teleologiczność dziejów ludzkich, krytyce technologii, zasadności nauki, jak i zdolności samego rozumu do poznania jest konsekwencją filozofii epistemologicznej immanencji Kanta, a także wydarzeń w świecie Zachodu z przełomu wieków XIX i XX. Można dostrzec u Lovecrafta poczucie niepewności i beznadziejności istnienia, nieobce egzystencjalistom, takim jak Szestow, Sartre czy Camus.
Twórczość Lovecrafta była przesiąknięta atmosferą wiejskiej Nowej Anglii – wielu późniejszych autorów związanych z tym gatunkiem podtrzymywało przekonanie, że „to, czego człowiek nie miał się dowiedzieć”, znajduje się bliżej powierzchni poza ludnymi miastami nowoczesnej cywilizacji. Mimo to Lovecraftowski horror nie jest zarezerwowany dla terenów wiejskich – The Horror at Red Hook dla przykładu dzieje się w ludnym etnicznie getcie.

### Motywy
Niektóre z motywów w twórczości Lovecrafta.
- Anty-antropocentryzm, mizantropia. Dzieła Lovecrafta nie koncentrują się na postaciach ludzi, zgodnie z przekonaniami autora o ich nieistotności we wszechświecie oraz modernistycznym trendem panującym w ówczesnej literaturze.
- Fiksacja na punkcie wydzielin. W horrorach Lovecrafta często pojawiają się półgalaretowate substancje, szlam, co kontrastuje z krwią, kośćmi i tkankami miękkimi występującymi w tradycyjnym horrorze.
- „Antykwaryczny” styl pisania. Nawet opisując sprawy związane z nowoczesną technologią, Lovecraft stosował anachronizmy oraz terminy przestarzałe.
- Oderwanie. Lovecraftowscy bohaterowie (zarówno w oryginalnych dziełach, jak i nowszych adaptacjach) są wyizolowanymi osobnikami, o akademickim lub naukowym zacięciu.
- Bezsiła i beznadzieja. Choć bohaterowie czasem zadają dotkliwy „cios” siłom zła, ich zwycięstwa są tymczasowe i zwykle drogo okupione. W innych wypadkach nie są w stanie uciec – podążają ku zgubie pchani jakąś niewidoczną siłą.
- Pytania bez odpowiedzi. Bohaterowie rzadko rozumieją w całości to, co się z nimi dzieje; zwykle tracą zmysły, próbując rozwiązać tajemnice.
- Kruchość zdrowia psychicznego. Lovecraftowscy protagoniści nie są zwykle w stanie umysłowo poradzić sobie z dziwnymi faktami, które dowodzą przerażającej prawdy. Próby utrzymania umysłu na wodzy, często zilustrowane, są zbyt uciążliwe i kończą się utratą poczytalności.
- Kwestionowane pochodzenie. Krewni protagonistów zostają zwykle przedstawiani jako nadnaturalni lub nienormalni, stosunki intymne zaś niosą piętno grzechu.

## Współpracownicy i naśladowcy
Wpływ Lovecrafta na literaturę pochodzi „z drugiej ręki” – pisarz był przyjacielem, korespondentem i inspiracją dla wielu autorów, którzy później zyskali sławę. Wielu z nich współpracowało z nim, tworząc wspólne opowiadania. Do najbardziej znanych zaliczyć można Roberta Blocha, autora powieści Psychoza; Roberta Howarda, twórcę cyklu o Conanie z Cymerii, czy Augusta Derletha, który skodyfikował i wzbogacał mity Cthulhu.
Inni pisarze horrorów chętnie czerpali z prac Lovecrafta. Niektórzy wplatali nawiązania do elementów światów Lovecrafta, aby podkreślić ich zasięg lub afirmować wpływ; inni starali się oddać klimat i ton bez specjalnego nawiązywania do mitów. Niektórzy twierdzili, iż wraz z Edgarem Allanem Poem Lovecraft jest jednym z najbardziej wpływowych pisarzy horrorów. Stephen King powiedział: „Teraz, kiedy czas przyniósł trochę perspektywy w stosunku do jego dzieł, myślę, że bezsprzecznie H.P. Lovecraft pozostaje nieprześcignięty przez dwudziestowiecznych autorów klasycznych horrorów”.

### Literatura i sztuka
Prace Lovecrafta, publikowane w „tanich szmatławcach”, nigdy nie miały takiego wpływu na literaturę jak dzieła współczesnych mu autorów wysokiego modernizmu, Hemingwaya czy Fitzgeralda. Mimo to jego wpływ jest nadal odczuwalny przez najbardziej znanych współcześnie autorów. Opowiadania fantastyczne argentyńskiego pisarza i eseisty Jorge Luisa Borgesa wykazują podobieństwo do niektórych, zainspirowanych przez sny, dzieł Lovecrafta; Borges zadedykował mu opowiadanie „Jest więcej rzeczy”, chociaż uważał go za „nieświadomego parodystę Poego”. Kontrowersyjny francuski powieściopisarz Michel Houellebecq wymienia Lovecrafta jako jednego z pisarzy, którzy mieli wpływ na jego twórczość. Napisał także esej zatytułowany „H.P. Lovecraft: Przeciw światu, przeciw życiu”, w którym odwołuje się do mitów Cthulhu jako „wielkich tekstów”.
Autor sagi o wiedźminie oraz trylogii husyckiej, Andrzej Sapkowski, niejednokrotnie umieszczał w swojej twórczości nawiązania do mitów Cthulhu.
Lovecraftowskie upodobanie do fantasmagorii i makabry biologicznej miały wpływ na artystów sztuk wizualnych – Jeana Girauda oraz H.R. Gigera. Album zawierający obrazy Gigera, będące inspiracją dla oprawy wizualnej filmu Obcy – ósmy pasażer Nostromo nosił tytuł Necronomicon. Dan O’Bannon, oryginalny scenarzysta filmu wyszczególnia Lovecrafta, jako autora, którego dzieła miały największy wpływ na scenariusz.

## Komiksy
Cień Samotnika z Providence kładzie się także na świecie komiksu. Jego twórczość nie tylko była adaptowana (np. H.P. Lovecraft’s Cthulhu: The Whisperer in Darkness, czy Graphic Classics: H.P. Lovecraft), ale też stała się inspiracją do prac samodzielnych.

## Filmy i telewizja
Wraz z pojawieniem się filmu horror lovecraftowski stał się podgatunkiem, nie tylko napędzając koniunkturę na adaptację dzieł Poego czy samego Lovecrafta, lecz także stając się opoką, na której tworzone były horrory lat 50. i 60. Jednym z ważniejszych reżyserów, który czerpał z „lovecraftowskiej studni” był autor filmów klasy „B” Roger Corman.
W cyklu Nocna Galeria (ang. Night Gallery) Roda Serlinga pojawiają się adaptację co najmniej dwóch dzieł – Modelu Pickmana oraz Chłodnego powietrza. Fabuła odcinka zatytułowanego Ostatni wykład profesora Peabody’ego (ang. Professor Peabody’s Last Lecture) opowiadającego o losie człowieka, który przeczytał Necronomicon, zawierała studenta o nazwisku Lovecraft. Innym przykładem jest pięciominutowy film Przysłała mnie panna Lovecraft (ang. Ms. Lovecraft Sent Me), przedstawiający losy opiekunki do dziecka i jej dziwnego klienta, jednak w żaden sposób nie odnosi się do prac Lovecrafta.
W latach 80. i 90. horror lovecraftowski przebijał z filmów takich jak W paszczy szaleństwa, Necronomicon, Reanimator czy Coś. Hit roku 1984 Pogromcy duchów został określony przez scenarzystkę/pisarkę Barbarę Hambly jako „wspaniale lovecraftowski”.

## Gry

### RPG
Na początku lat 70. gra fabularna Dungeons & Dragons czerpała z wielu współczesnych Lovecraftowi autorów. Jednakże przełom w podejściu jego dzieł nastąpił po ukazaniu się artykułu Roberta Kuntza The Lovecraftian Mythos in Dungeons & Dragons w magazynie „Dragon”. W roku 1980 ukazał się kodeks Deities & Demigods zawierający różnorakie historyczne i fantastyczne panteony dostępne dla gry. Pierwsza i druga edycja zawierały mity Cthulhu, jednakże w trzeciej zostały one pominięte z przyczyn prawnych.
Wraz z ewolucją gry, wiele z opisywanych istot (np. ilithydzi) czy bóstw (Tharizdun) było inspirowane pracami Lovecrafta – w październiku 2004 roku „Dragon” opublikował artykuł zatytułowany The Shadow Over D&D: H.P. Lovecraft’s Influence on Dungeons & Dragons omawiający te wpływy.
D&D nie było jedyną grą fabularną, w której przewijał się horror lovecraftowski. Najbardziej wyrazistym przykładem jest wydany w 1980 roku przez Chaosium Zew Cthulhu, bazujący bezpośrednio na mitologii. W przeciwieństwie do innych gier RPG bohaterowie stający w szranki z potworami są zwykle skazani na zagładę lub utratę poczytalności umysłowej. Ta idea jest wbudowana w mechanikę gry – poszerzanie wiedzy o mitach idzie w parze z utratą zdrowia psychicznego.
GURPS, adaptacyjny system gry został opublikowany w 1986 roku, niosąc ze sobą różnorodne dodatki – jednym z nich był Cthulhupunk, adaptujący Zew Cthulhu do cyberpunkowego tła.

### Gry komputerowe
Gry komputerowe, podobnie jak filmy, były częstym polem adaptacji elementów twórczości Lovecrafta. Na platformę cyfrowę gatunek ten wprowadziła firma Infocom wydając grę The Lurking Horror. Wśród innych tytułów znaleźć można także czwartą część serii Quest for Glory, Shadows of Darkness, X-COM: Terror from the Deep, Quake czy Half-Life.
W 2005 roku wydano także Call of Cthulhu: Mroczne zakątki świata, której fabuła opiera się w dużej mierze na opowiadaniach Lovecrafta Widmo nad Innsmouth oraz Cień spoza czasu.